# Dialetto marinese
Il dialetto marinese è un dialetto appartenente ai dialetti dei Castelli Romani nella famiglia linguistica dei dialetti mediani e, nello specifico, del dialetto laziale centro-settentrionale. È parlato all'interno della città metropolitana di Roma nella città di Marino e nel suo territorio, sui Colli Albani.
Il marinese è collocato a sud della "Linea Ancona-Roma", una linea di demarcazione ideale tracciata dai glottologi per dividere l'area di influenza etrusca e toscana settentrionale dall'area meridionale, rimasta legata all'influenza sabina e latina. Nonostante la sua lunga tradizione orale, attualmente il marinese sembra cedere in favore del dialetto romanesco, ridotto più a "parlata" e all'uso di espressioni caratteristiche, fenomeno simile a tutti i dialetti castellani e dei centri del quadrante meridionale della città metropolitana di Roma e del litorale laziale.
Il dialetto marinese non ha riconoscimento giuridico (legge n° 482 del 15 dicembre 1999) né è regolato da un organismo da controllo, ma è stato studiato per la prima volta dallo storico marinese Girolamo Torquati nel 1886, contestualmente alla realizzazione di un dizionario delle parole d'uso più frequente nel dialetto.

## Storia
La prima citazione dell'esistenza del castello di Marino risalirebbe al 1090, o al più tardi al 1114: il feudo era appartenuto molto probabilmente ai Conti di Tuscolo, e quindi con la loro decadenza era venuto in possesso dei Frangipane: con l'estinzione di questi il castello venne acquistato nel 1266 dal cardinale Matteo Rubeo Orsini ed entrò nell'orbita degli Orsini, in possesso dei quali Marino rimase fino al 1379. In quell'anno, a causa dello Scisma d'Occidente, iniziò un periodo di anarchia feudale che si protrasse fino all'elezione di papa Martino V nel 1417: nello stesso anno il fratello del papa, Giordano Colonna, comprò il castello di Marino, dando iniziò al lungo periodo di dominazione dei Colonna.
L'importanza di Marino per tutto il Medioevo fu legata alla sua posizione forte a ridosso dell'Agro Romano, che ne faceva un ambitissimo avamposto di prima categoria su Roma. Ma con la gloria venne anche il periglio: il castello fu assediato nel 1267 e nel 1347, espugnato nel 1379, nel 1385, nel 1399, nel 1405 (due volte), nel 1408 e nel 1413 (due volte), nel 1482, raso al suolo nel 1501, saccheggiato nel 1526 e nel 1599. Solo al termine di questo lungo periodo di guerre locali che sconvolsero il Lazio i Colonna poterono dedicarsi al governo del feudo, realizzando nel corso del Seicento importanti lavori urbanistici ed opere pubbliche come palazzo Colonna, la basilica di San Barnaba, la fontana dei Quattro Mori, corso Trieste. Nel 1606 papa Paolo V elevò il feudo a ducato. All'inizio del Settecento Marino contava circa 4 000 abitanti, ed era così uno dei centri più popolosi e ricchi dei Colli Albani.
L'immigrazione a Marino venne favorita fin dal Cinquecento: Marcantonio II Colonna, l'ammiraglio pontificio vincitore della battaglia di Lepanto del 1571, il 26 dicembre 1574 emanò un decreto che esentava ogni forestiero che volesse stabilirsi nel suo feudo di Marino dal pagare qualsiasi tipo di tassa per quattro anni, a patto che gli fosse prestato giuramente di fedeltà. Nel 1656, la terribile epidemia di peste che colpì Roma e l'Italia centro-meridionale decimò la popolazione marinese a tal punto che erano rimaste solo diciassette famiglie nel feudo: il duca cardinale Girolamo Colonna incentivò il ripopolamento favorendo l'immigrazione da aree meno vivaci economicamente dei suoi domini, come il feudo marsicano di Tagliacozzo o alcuni feudi della Campagna e Marittima. Un'immigrazione da queste zone e da altre zone dell'Abruzzo e del quadrante orientale dell'attuale provincia di Roma continuò per tutto il Settecento, ma ancora all'inizio del Novecento esisteva in tutti i Castelli Romani un'immigrazione stagionale di manodopera contadina utilizzata per i lavori nelle vigne, per lungo tempo malpagata ed esclusa dalle conquiste progressivamente ottenute dai braccianti locali. Molti di questi migranti stagionali si stabilirono definitivamente a Marino e negli altri centri castellani, soprattutto dopo la seconda guerra mondiale: questo fenomeno, assieme alla crescita sempre più smisurata di Roma, all'attrazione dell'Urbe o delle fabbriche dell'Agro Pontino, hanno determinato uno sviluppo frenetico avvenuto negli ultimi trenta anni di nuove espansioni urbane nei centri storici e la nascita di nuovi centri.
Marino ha avuto a che fare con la nascita di Ciampino, la "città giardino" fondata nel 1919 per i veterani della prima guerra mondiale e resasi autonoma dal comune nel 1974, e con la nascita delle frazioni di Santa Maria delle Mole, Frattocchie, Due Santi, la cui spinta autonomistica è stata frenata dalla corte costituzionale nel 1995 dopo l'esperienza del comune autonomo di Boville. La provenienza dei "nuovi marinesi" è variegata: veneti, romagnoli, abruzzesi, napoletani, sardi, Basso Lazio, pugliesi e calabresi, siciliani, accanto ai romani in fuga dalla metropoli. Dalla metà degli anni novanta è iniziato il flusso degli immigrati stranieri: nel 2007 risultavano residenti a Marino 2331 cittadini stranieri, con la comunità albanese più numerosa dei Castelli Romani (300 persone) ed oltre 600 romeni.

## Origini e sviluppo
Il dialetto marinese si andò formando assieme al castello ed alla sua crescente popolazione: l'ondata di immigrazione più intensa e che potrebbe aver inciso maggiormente sul dialetto fu quella seguita alla peste del 1656.
Non esistono testimonianze scritte in dialetto marinese antecedenti al Novecento: tuttavia, il primo studioso che si occupò di dialetto marinese fu lo storico Girolamo Torquati nella pubblicazione "Origine della lingua italiana: dall'attuale dialetto del volgo laziale al dialetto del popolo romano nel secolo XIII e da quest'ultimo dialetto a quello della plebe latina nell'età della Repubblica e dell'Impero. Investigazioni filologiche del cavalier Girolamo Torquati", quattrocento pagine stampate a Roma nel 1886. Scopo dell'opera, nata secondo l'autore "come sollievo di studii più serii", è dimostrare che "le dizioni in apparenza più strane del dialetto marinese sono indigene, e cittadine, e non han sapore alcuno di forastiera mistanza", e conseguentemente "che il dialetto marinese, che fu già il dialetto romano de' secoli XIII, XIV e XV, è formalmente la lingua volgare de' prischi Latini". Il Torquati dimostra questo prima fornendo un'ampia spiegazione delle forme morfologiche, fonologiche e grammaticali più strane del dialetto marinese (capitolo I), poi esponendo un dizionario delle parole marinesi particolari accostandole alle corrispettive parole italiane (capitolo II), quindi paragonando queste ai vocaboli utilizzati nella "Cronica" dell'Anonimo romano, dunque al dialetto romanesco dei primi anni del Trecento: e da qui arriva a concludere come si presentava la lingua latina originaria.
Non esistono altri dizionari del dialetto marinese all'infuori di questo: piccoli glossari sono di tanto in tanto diffusi in margine a fascicoletti o pubblicazioni celebrative ed occasionali.

## Letteratura
Per quanto riguarda l'opera in dialetto marinese, consiste soprattutto in rappresentazioni teatrali, scritte a partire dall'apertura dopo la prima guerra mondiale del primo teatro marinese, l'"auditorium monsignor Guglielmo Grassi" (intitolato così nel 1954, dopo la morte dell'abate parroco che ne volle l'apertura, Guglielmo Grassi) situato nei locali dell'ex-oratorio della Coroncina sotto la basilica di San Barnaba. Dopo la seconda guerra mondiale l'autore locale più importante è stato Franco Negroni, autore di commedie e commedie musicali come "Ciceruacchio" (1975), "La scola serale" (2003) ed altre opere. Negli anni Ottanta un altro autore importante è Roberto Di Sante con alcune commedie musicali di grande successo tra le quali "E tira a campà" (scritta con Mario Galbani nel 1982), "Cariolacciu" (1983), Bonu 'spidale (1984) e C'era 'na vorta a guera (1985 e nuova versione nel 2007), "Ne so una più del diavolo" (1987). Tra gli autori marinesi più recenti c'è Maurizio Canestri ("'U diavelu fa 'e bannerole ma no' i cuperchi", 2007; "www.scanz@morte.com" 2008). In occasione della ottantatreesima sagra dell'Uva si è svolta la prima rassegna del teatro dialettale.

## Differenze con gli altri dialetti dei Castelli Romani e con il romanesco
- La terminazione in 'u
- L'articolo 'u ('o in molti dialetti dei Castelli Romani, er in romanesco)
- L'ausiliare del passato prossimo

## Lessico
La maggior parte delle parole caratteristiche del dialetto marinese sono di diretta provenienza dalla lingua latina, fatto che portò Girolamo Torquati a sostenere la continuità tra "lingua dei prischi Latini" e dialetto marinese.
Si dà qui un elenco con traduzione delle parole più frequenti o caratteristiche del dialetto marinese, riportate da Girolamo Torquati nella sua opera:
| Vocaboli frequenti o caratteristici del dialetto marinese (traduzione italiana) | |
| abbioccato                                                                      | disanimato, addormentato |
| abbotticchià                                                                    | involgere, ripiegare su sé stesso |
| satollu                                                                         | saziato |
| accandossarsi                                                                   | addossarsi, approssimarsi |
| ainarsi                                                                         | affrettarsi |
| allupatu                                                                        | affamato |
| andà scapelli                                                                   | andare a testa scoperta |
| (a) occhià                                                                      | adocchiare, guardare |
| appiccià                                                                        | accendere ma anche stringersi, attaccarsi |
| baccaià                                                                         | contendere con clamore |
| barzottu                                                                        | mal fermo ma anche, riferito all'organo sessuale maschile in parziale eccitazione |
| batosta                                                                         | contesa verbale |
| bazzicà                                                                         | praticare un luogo |
| bazzica                                                                         | compagnia |
| betu                                                                            | bevuto |
| biastimà                                                                        | bestemmiare |
| beatu (issu)                                                                    | beato (lui) |
| bisogna (fa', di')                                                              | bisogna (fare, dire) |
| biscazzo                                                                        | taverna da gioco ma anche presenza importuna |
| bua                                                                             | malattia o ferita infantile |
| cà cosa                                                                         | qualche cosa |
| capischere                                                                      | capistero, vassoio di legno |
| capà                                                                            | scegliere tra più di uno, detto anche in tono sarcastico (es. "t'o si capato" per "te lo sei scelto per bene") ma anche nettare (es. "capare i facioletti" per "pulire i fagiolini") |
| capere                                                                          | entrare dentro (es. "nun ce capo" per "non ci entro dentro") |
| casa calla                                                                      | inferno |
| ce mancheria                                                                    | ci mancherebbe! |
| chirurgu                                                                        | chirurgo |
| chiavà                                                                          | tirare un calcio ma anche vibrare |
| chiotto                                                                         | zitto |
| ciafregna                                                                       | sciocco |
| ciafrogna                                                                       | bocca |
| beccamortu                                                                      | imbecille |
| ciancicà                                                                        | masticare |
| ciangottà                                                                       | cinguettare |
| cinìco                                                                          | un poco |
| cionna                                                                          | balorda |
| ciucu                                                                           | piccino |
| combinazione                                                                    | vestaglia femminile da notte |
| concià                                                                          | maltrattare |
| condussu                                                                        | travaglio |
| (se l'è) capato/a                                                               | (se l'é) scelto/a |
| (se l'è) cota                                                                   | (se l'è) squagliata, se n'è andato |
| ('u) crea popelu                                                                | pene |
| de reto                                                                         | dietro |
| de bottu                                                                        | immediatamente |
| (ha) ditto                                                                      | (ha) detto |
| (a) 'ndò (và)                                                                   | dove (vai?) |
| drento                                                                          | dentro |
| ello                                                                            | là ma anche di qua |
| esso sà                                                                         | ecco qua (intercalare) |
| jempu                                                                           | pieno |
| (sa di) famaccio                                                                | (ha un) sapore triste |
| fece                                                                            | feccia (dell'uva) |
| fichere                                                                         | fichi |
| foraschiere                                                                     | forestiere |
| frezzicà                                                                        | scuotere, muovere |
| cuginitu                                                                        | tuo cugino |
| gargarozzu                                                                      | collo |
| grullare (la ginestra)                                                          | scuotere (la ginestra) |
| iamo                                                                            | andiamo |
| iate                                                                            | andate |
| jamo                                                                            | andiamo |
| ietticà                                                                         | muoversi in sussulto |
| incagnarsi                                                                      | arrabbiarsi |
| incazà                                                                          | incalzare |
| (me) incenne                                                                    | (mi) duole |
| ingrifarsi                                                                      | stizzirsi per la rabbia |
| 'lassà                                                                          | lasciare |
| lesca                                                                           | stimolo di fame |
| loccu loccu                                                                     | dimesso |
| luffu                                                                           | fianco |
| mazzamavero                                                                     | povero, villano |
| 'mbriacone                                                                      | ubriaco |
| menzionà                                                                        | nominare |
| mignano                                                                         | loggia esterna alla casa |
| muccu                                                                           | viso sporco ma anche faccia poco raccomandabile |
| nazzicare                                                                       | muoversi a sussulti |
| nazzica culu                                                                    | fettuccine |
| nipotimi                                                                        | i miei nipoti |
| 'ntroppicare                                                                    | inciampare in un ostacolo |
| (i po') ni'                                                                     | (guarda un po') piccolo |
| parannanzi                                                                      | grembiule |
| petollà                                                                         | rumoreggiare |
| pizzuto                                                                         | sveglio |
| pipe                                                                            | galline |
| pioto pioto                                                                     | lento |
| dopodomani                                                                      | |
| predissione                                                                     | processione |
| pupu                                                                            | bambino lattante |
| recere                                                                          | vomitare |
| rugà                                                                            | ringhiare ma anche minacciare |
| ruzzà                                                                           | scherzare |
| saccio                                                                          | so |
| saraca                                                                          | estremamente salato/a |
| sarica                                                                          | sopravveste di campagna per contadini |
| sborniarsi                                                                      | inebriarsi |
| sbracià                                                                         | braveggiare a parole |
| sbraciata                                                                       | sfogo a parole |
| scarabizzo                                                                      | piccolo dispetto |
| scatafossi                                                                      | dirupi |
| scinicà                                                                         | ridurre in pezzi |
| scioccajie                                                                      | orecchini |
| sgrignarello                                                                    | mulinello di vento |
| sparagnare                                                                      | risparmiare |
| più steppio                                                                     | come rafforzativo di più, ad es. "più steppio passa u tempu" vuol dire "più passa il tempo" (al passare del tempo)                                                                   |
| tretticà                                                                        | scuotere |
| trincià                                                                         | martoriare |
| zazza                                                                           | abbondanza |
| zagnotto                                                                        | accattone |
| zeppola                                                                         | macchia |
| zenzenicà                                                                       | solleticare |
| zuzzà                                                                           | bere |

## Fonetica
- Sostituzione "l" - "r"

Innanzitutto per il dialetto marinese è da notare un fenomeno molto caratteristico anche del dialetto romanesco, ovvero la sostituzione della consonante "l" con la "r" nella pronuncia, per cui si avranno "sprendente", "cortello", "prebe", "mortipricare" anziché le forme corrette in italiano "splendente", "coltello", "plebe", "moltiplicare". Questo fenomeno è molto antico è contrario all'uso di alcuni scrittori, come il Novelliere senese Pietro Fortini, di sostituire la "r" con la "l". Questa sostituzione avviene anche per i nomi propri di persona: "Gloria" diventa "Groria", "Clemente" diventa "Cremente" e così via.
- Caduta della "l" in centro di parola

Un altro fenomeno marinese è la caduta della "l" in centro di parola quando è seguita da "z", "s", "i" o "c": sicché si avrà la pronuncia dialettale "cazone" (anziché "calzone"), "cazetta" (anziché "calzetta"), "coto" (anziché "colto"), "atro" (anziché "altro"). D'altra parte questo uso compare già nella "Cronica" dell'Anonimo romano risalente ai primi anni del Trecento: qui però la "l" viene rimpiazzata da una "i" spesso silente (ad esempio "voize", "toize", "aitro"). Inoltre un diverso esito della caduta della "l" può essere la sostituzione con il gruppo "vi", ed in marinese abbiamo "cavicio" ("calcio"), "sevice" ("selce"), "scavizo" ("scalzo").
- Assimilazione del gruppo consonantico "nd"

In presenza del gruppo consonantico "nd" ("bando", "ghirlanda", "risponde") i marinesi, ma anche i romani e buona parte delle popolazioni castellane, procedono ad un inconsapevole processo di assimilazione linguistica di "nd" in "nn": per cui si avranno "banno", "ghirlanna", "risponne", fatto questo già attestato nella summenzionata "Cronica" dell'Anonimo romano.

## Morfologia e sintassi

### Aggettivi e sostantivi
Desinenza in "-u"
Il fenomeno più importante nella formazione dei sostantivi e degli aggettivi nel dialetto marinese è la presenza della terminazione "-u" in luogo della "-o", fenomeno presente in ugual modo anche in altri dialetti dei Castelli Romani, come a Rocca di Papa e Genzano di Roma. Questo è un fenomeno tipico delle zone meridionali del Lazio, dell'area "sabina" a sud della summenzionata linea di demarcazione "Roma-Ancona".
Girolamo Torquati afferma che la terminazione in "-u" per troncamento della "s" e della "m" di desinenza esistesse già nella lingua latina, portando numerosi esempi, da Marco Fabio Quintiliano ("serenu' fuit et dignu' loco") a Marco Tullio Cicerone ("egregie cordatus homo Catus Eliu' Sextus"). Sicché passa a dedurre che il popolo romano abbia stroncato la consonante "s" o "m" finale e da questo si sia ottenuta la gran parte dei vocaboli volgari e poi italiani ("focus" > "focu" > "fuoco", "vinum" > "vinu" > "vino"): il marinese si troverebbe così a conservare i vocaboli senza la trasformazione della "u" in "o" occorsa nei primi secoli della letteratura italiana.
Mutazione "i" - "e"
Nelle parole sdrucciole (cioè con accento sulla terzultima sillaba) con desinenza "-ile", il dialetto marinese cambia la "i" in "e": ad esempio "orribile" diventa "orribele", "nobile" diventa "nobele", "terribile" diventa "terribele". Non è dato sapere per quale motivo avvenga questo, se si trovano forme parallele nella letteratura italiana. Questa trasformazione è possibile anche in parole come "principe" (che diventa "prencipe") e "lingua" (che diventa "lengua").
La trasformazione della "i" in "e" tuttavia compare anche nella prima sillaba di alcune parole, soprattutto inizianti con "ri", tra cui "ringrazia" (che diventa "rengrazia"), "rimedio" (che diventa "remedio"), "rifugio" (che diventa "refugio").
Aferesi della "i"
Nel marinese è presente anche l'aferesi della lettera "i" quando si trova ad inizio di parola ed è seguita da "m", "n", "l": ad esempio "'mperatore" per "imperatore", "'nganno" per "inganno", "'n tra noa" per "in tra noi", "'nnanzi" per "innanzi".
Sostituzione "o" - "u"
Molto frequente è la sostituzione della vocale "o" con la vocale "u": ad esempio "onto" per "unto", "ogna" per "ugna", "onguento" per "unguento".
Scambio "b" - "v"
È possibile anche lo scambio tra la "b" e la "v", caratteristico anche dei dialetti italiani meridionali: ad esempio "bivo" o "vivo", "brace" o "vrace", "votte" o "botte", "vocca" o "bocca".
"Scioglimento" della "c"
La consonante "c", quando si trova prima di una vocale o in altre posizioni particolari, si "sciolglie" nel gruppo consonantico "sc": ad esempio abbiamo parole di grande frequenza come "bascio" per "bacio", "cascio" per "cacio", "camiscia" per "camicia".
Scambio "t" - "d"
Non è inusuale trovare uno scambio tra la consonante "t" e la consonante "d", come ad esempio in "patre" per "padre", "patrone" per "padrone", "latrone" per "ladrone", "matre" per "madre": questo scambio richiama nel marinese maggiormente alla memoria i vocaboli latini originari, quali "patronus", "pater", "mater".
Dittongo condizionato "io"
Questo dittongo è caratteristico del Lazio meridionale, soprattutto di Velletri, dei Castelli Romani e della Valle Latina e riaffiora nelle località laziali più a lungo soggette alla dominazione del Regno di Napoli. Nelle immediate vicinanze di Roma l'influsso del dialetto romanesco, più vicino al dialetto toscano che ai dialetti italiani meridionali, sta cancellando questa particolarità come molte altre, ancora esistenti tuttavia alla fine dell'Ottocento.
L'uso del dittongo condizionato consiste nell'inserirlo nell'ultima sillaba di parole terminanti in "no" ed in "ro", sicché abbiamo "monasterio " da "monastero" e "capitanio" da "capitano".

### Articoli
Nel dialetto marinese sopravvivono tutti gli articoli italiani, ma è più frequente l'uso dell'articolo "lo" in luogo dell'articolo "il": ad esempio "lo brodo" invece che "il brodo", "lo vino" anziché "il vino", alla maniera di molti antichi autori come Dante Alighieri e Giovanni Boccaccio. Diversamente, molto spesso "lo" diventa "lu".

### Pronomi personali
| Pronomi personali soggetto | Singolare                                         | Plurale                                             |
| -------------------------- | ------------------------------------------------- | --------------------------------------------------- |
| 1º persona                 | io (io)                                           | noa (noi) noatri (noi altri)                        |
| 2º persona                 | tu (tu)                                           | voa (voi) voatri (voi altri)                        |
| 3ºpersona                  | illu o issu (lui o egli) illa o issa (lei o ella) | illi o issi (loro o essi) ille o isse (loro o esse) |

Il pronome personale con funzione di oggetto si può attaccare all'aggettivo che va a specificare, in un uso particolarissimo e caratteristico anche dei dialetti italiani meridionali e del dialetto romanesco. Perciò avremo "patrimu", "fratimu", "suorima", "matrima", "mogliema", "maritimu", per dire rispettivamente "mio padre", "mio fratello", "mia sorella", "mia madre", "mia moglie", "mio marito". Come già detto, questo uso non è esclusivo del dialetto marinese, ma compare anche in diversi autori classici come Pietro Bembo ("patremo", "matrema"), Iacopone da Todi ("maritoto") e Giovanni Boccaccio ("mogliema").
Un'altra caratteristica attribuita dal marinese, ma anche alle vicine parlate laziali centro-settentrionali della Provincia di Frosinone, ai pronomi personali è lo strascico del "n" in aggiunta al pronome stesso: ad esempio "mene" per "a me" o semplicemente "me", "tene" per "a te" o semplicemente "te". In realtà questo strascico, aggiunto in tempi antichi forse per ragioni metriche nella composizione di canti popolari, può accompagnare anche verbi ("fane" per "fa", "saline" per "sali").

### Verbi

#### Indicativo

##### Presente
La desinenza della prima persona plurale del presente indicativo termina in "-emo", a differenza della forma corretta corrente in lingua italiana che è "-iamo": ad esempio "ponemo", "avemo", "dicemo", "facemo", anziché le forme "poniamo", "abbiamo", "diciamo", "facciamo". Si noterà che la forma in "-emo" è più vicina all'originale derivazione dalla lingua latina: "ponemo" > "ponemus", "avemo" > "habemus", "dicemo" > "dicemus", "facemo" > "facemus", mentre la corrispettiva forma italiana presenta una maggior elaborazione morfologica intervenuta nel corso dei secoli, poiché diversi autori italiani dei primi secoli dell'uso del volgare attestano la forma "-emo", da Bartolomeo da San Concordio a Luigi Pulci.
La seconda persona plurale dell'indicativo presente presenta una desinenza "-cete" differente dalla desinenza "-te" corretta nell'italiano corrente: ad esempio "benedicete", "dicete", "facete" in luogo di "benedite", "dite", "fate": anche in questo caso la forma dialettale "-cete" si mantiene più vicina all'originale latino ("benedicéte" > "benedícite", "dicéte" > "dicíte", "facéte" > "facíte"), e del resto si presenta come già radicata nella letteratura dei primi secoli del volgare, poiché compare anche nel "Cantico delle creature" di san Francesco d'Assisi.

##### Passato prossimo
Nel passato prossimo la particolarità del dialetto marinese, inspiegabile a dire dello stesso Girolamo Torquati, è l'apocope del participio passato che entra in composizione con l'ausiliare "avere": ad esempio "ho beto" per "ho bevuto", "ho trovo" o "ho troto" per "ho trovato", "ho cerco" per "ho cercato". Un'altra strana particolarità è che l'ausiliare "essere" e l'ausiliare "avere" sono intercambiabili, ovvero è possibile dire "so beto" ("sono bevuto") o "so magnato" ("sono mangiato"), cosa impossibile nella lingua italiana. Un uso simile è riscontrabile solo nell'opera di Feo Belcari, poeta religioso fiorentino del Quattrocento.

##### Imperfetto
Per i verbi della prima coniugazione (in "-are"), alla terza persona singolare dell'imperfetto indicativo la desinenza è "-eva" anziché "-ava", come nell'italiano corretto corrente: perciò si avranno "ameva" e "gusteva" al posto di "amava" e "gustava": in questo caso è il dialetto marinese a discostarsi dalla lingua latina originale, poiché l'italiano si accosta di più ad "amabat" e "gustabat". La forma "-eva" del resto non è solamente locale, dato che compare anche frequentemente nella "Divina Commedia" di Dante Alighieri.

##### Passato remoto
Per la terza persona singolare del passato remoto si presenta una forma particolare in "-one" in luogo di "-ò", con la "n" strascicata fino alla "e" finale: "digiunone" al posto di "digiunò", "magnone" al posto di "magnò", "andoone" al posto di "andò", e simili. Questa forma è un ampliamento della forma in "-òe" attestata già nel "Quaresimale Fiorentino" del beato Giordano da Pisa ("digiunòe", "comandòe").
Alla terza persona plurale del passato remoto indicativo accadono tre fenomeni particolari: la sincopatura (che avveniva già nella lingua latina in più persone, si veda ad esempio "laudere" > "lauderis"), la trasformazione della vocale della penultima sillaba e la mutazione della consonante dell'ultima sillaba. Ad esempio, in dialetto marinese si ottengono "arrivorno" al posto di "arrivarno" che a sua volta sostituisce "arrivarono", "bussorno" in luogo di "bussarno" che è la contrazione di "bussarono", "cercorno" per "cercarno" in luogo di "cercarono", oppure più semplicemente "miseno" che è la semplice variante di "misero" e "strinseno" per "strinsero". Simili forme sincopate e mutate sono utilizzate anche da diversi autori classici come Luigi Pulci ("arrivorno"), Giovanni Villani ("posono") e Giovanni Boccaccio ("feciono").

##### Futuro semplice
Alla prima persona singolare del futuro semplice sono possibili due forme: in "òe" ("faròe", diròe") ed in "-ggio" ("faraggio", "avraggio"), quest'ultima strettamente legata alla forma "-jo" ("avrajo", farajo"), attualmente la più usata nel dialetto marinese. L'esito della "j" (o della "i" intervocalica) in "gg" del resto è noto ed evidente anche in diversi vocaboli latini passati all'italiano, come "maior" ("maggiore"), "peior" ("peggiore"), "maius" ("maggio").

#### Condizionale

##### Presente
Nel condizionale presente alla prima persona singolare dovrebbe andare la desinenza "-ei" ("andrei", "canterei", "suonerei"), eppure il dialetto marinese fissa la desinenza in "-ia" ("andria", "canteria", suoneria"), come del resto compare in molti autori dei primi secoli della letteratura italiana, da Giovanni Boccaccio ("saria") a Iacopone da Todi ("vorria").
Alla terza persona singolare e plurale dello stesso presente condizionale si ripropone una divergenza simile: anziché le desinenze dell'italiano corrente corrette, rispettivamente "-ebbe" per il singolare ed "-ebbero" per il plurale, i marinesi dicono "-ia" ed "-ieno" ("sarebbe" diventa "saria" e "sarebbero" diventa "sarieno").

#### Congiuntivo

##### Imperfetto
Un'ennesima particolarità compare alla terza persona plurale dell'congiuntivo imperfetto in dialetto marinese sono ancora usate le desinenze "-ino" e "-ono", arcaiche per l'italiano che adotta "-ero": ad esempio "vivessino" in luogo di "vivessero", "fussino" invece di "fossero").

#### Infinito

##### Presente
Quando l'infinito presente di un verbo entra in composizione con una particella pronominale di terza persona singolare ("lo", "la"), il dialetto marinese elide la "e" finale alla stessa maniera della lingua italiana, ma diversamente da questa modifica anche la "r" precedente in "l": ad esempio "fare la" diventa "falla" (> "farla"), "avere la" diventa "avella" (> "averla").
Inoltre, è molto frequente che l'infinito perda per apocope l'ultima sillaba "re" nel dialetto parlato anche senza entrare in composizione con nulla: se ne ha "bisogna fa'", "bisogna di'", "va a magna'", tutte forme caratteristiche anche del dialetto romanesco ed entrate ormai nell'uso comune anche in altre parti d'Italia. L'origine di questo troncamento, attestato in alcuni canti popolari sabini e romani, è probabilmente in questi casi dovuto a ragioni metriche.

#### Il verbo "essere"
| Presente indicativo | Singolare  | Plurale        |
| ------------------- | ---------- | -------------- |
| 1º persona          | So' (sono) | Essimo (siamo) |
| 2º persona          | Si' (sei)  | Sete (siete)   |
| 3ºpersona           | So' (sono) | Enno (sono)    |

Altre forme particolari del verbo "essere" sono le varianti "enno" per la prima persona singolare del presente indicativo ("sono") ed "ene" o "ee" per la terza persona singolare dello stesso tempo ("è"), "essimo" per "eravamo" alla prima persona plurale dell'imperfetto indicativo, "si'" per "sia" alla seconda persona singolare del congiuntivo presente, "seravo" o "saravo" per la terza persona plurale del futuro semplice ("saranno"), "fussi" per "fossi", "fussino" per "fossino" e "fussimo" per "fossimo" al passato remoto ed al congiutivo presente. Molte di queste forme sono presenti anche in autori classici della letteratura italiana, come Iacopone da Todi ("so'"), san Francesco d'Assisi nel "cantico delle creature" ("si'"), nel "Quaresimale Fiorentino" del beato Giordano da Pisa ed in Giovanni Boccaccio.